# Oscarsgalan 1977
Oscarsgalan 1977 som hölls 28 mars 1977 var den 49:e upplagan av Oscarsgalan där det prestigefyllda amerikanska filmpriset Oscar delades ut till filmer som kom ut under 1976.

## Priskategorier

### Bästa film
Vinnare:
Rocky - Irwin Winkler, Robert Chartoff
Övriga nominerade:
Alla presidentens män - Walter Coblenz
Woody Guthrie - lyckans land - Robert F. Blumofe, Harold Leventhal
Network - Howard Gottfried
Taxi Driver - Michael Phillips, Julia Phillips

### Bästa manliga huvudroll
Vinnare:
Network - Peter Finch (postum nominering och vinst)
Övriga nominerade:
Taxi Driver - Robert De Niro
Mannen som köpte sitt liv - Giancarlo Giannini
Network - William Holden
Rocky- Sylvester Stallone

### Bästa kvinnliga huvudroll
Vinnare:
Network - Faye Dunaway
Övriga nominerade:
Cousin, cousine - Marie-Christine Barrault
Rocky - Talia Shire
Carrie - Sissy Spacek
Ansikte mot ansikte - Liv Ullmann

### Bästa manliga biroll
Vinnare:
Alla presidentens män - Jason Robards
Övriga nominerade:
Network - Ned Beatty
Rocky - Burgess Meredith
Maratonmannen - Laurence Olivier
Rocky - Burt Young

### Bästa kvinnliga biroll
Vinnare:
Network - Beatrice Straight
Övriga nominerade:
Alla presidentens män - Jane Alexander
Taxi Driver - Jodie Foster
De fördömdas resa - Lee Grant
Carrie - Piper Laurie

### Bästa regi
Vinnare:
Rocky - John G. Avildsen
Övriga nominerade:
Ansikte mot ansikte - Ingmar Bergman
Network - Sidney Lumet
Alla presidentens män - Alan J. Pakula
Mannen som köpte sitt liv - Lina Wertmüller (första kvinna att nomineras för bästa regi)

### Bästa originalmanus
Vinnare:
Network - Paddy Chayefsky
Övriga nominerade:
Cousin, cousine - Jean-Charles Tacchella (manus/berättelse), Danièle Thompson (adaptering)
Aldrig i livet - Walter Bernstein
Rocky - Sylvester Stallone
Mannen som köpte sitt liv - Lina Wertmüller

### Bästa manus efter förlaga
Vinnare:
Alla presidentens män - William Goldman
Övriga nominerade:
Woody Guthrie - lyckans land - Robert Getchell
Fellinis Casanova - Federico Fellini, Bernardino Zapponi
Den sju-procentiga lösningen - Nicholas Meyer
De fördömdas resa - Steve Shagan, David Butler

### Bästa foto
Vinnare:
Woody Guthrie - lyckans land - Haskell Wexler
Övriga nominerade:
King Kong - Richard H. Kline
Flykten från framtiden - Ernest Laszlo
Network- Owen Roizman
En stjärna föds - Robert Surtees

### Bästa scenografi
Vinnare:
Alla presidentens män - George Jenkins, George Gaines
Övriga nominerade:
The Incredible Sarah - Elliot Scott, Norman Reynolds
Den siste magnaten - Gene Callahan, Jack T. Collis, Jerry Wunderlich
Flykten från framtiden - Dale Hennesy, Robert De Vestel
Den siste gunfightern - Robert F. Boyle, Arthur Jeph Parker

### Bästa kostym
Vinnare:
Fellinis Casanova - Danilo Donati
Övriga nominerade:
Woody Guthrie - lyckans land - William Ware Theiss
The Incredible Sarah - Anthony Mendleson
The Passover Plot - Mary Wills
Den sju-procentiga lösningen - Alan Barrett

### Bästa ljud
Vinnare:
Alla presidentens män - Arthur Piantadosi, Les Fresholtz, Rick Alexander, James E. Webb
Övriga nominerade:
King Kong - Harry W. Tetrick, William L. McCaughey, Aaron Rochin, Jack Solomon
Rocky - Harry W. Tetrick, William L. McCaughey, Lyle J. Burbridge, Bud Alper
Chicago-expressen - Donald O. Mitchell, Douglas O. Williams, Richard Tyler, Harold M. Etherington
En stjärna föds - Robert Knudson, Dan Wallin, Robert Glass, Tom Overton

### Bästa klippning
Vinnare:
Rocky - Richard Halsey, Scott Conrad
Övriga nominerade:
Alla presidentens män - Robert L. Wolfe
Woody Guthrie - lyckans land - Robert C. Jones, Pembroke J. Herring
Network- Alan Heim
En prickskytt i mängden - Eve Newman, Walter Hannemann

### Bästa sång
Vinnare:
En stjärna föds - Barbra Streisand (musik), Paul Williams (text) för sången "Evergreen (Love Theme from A Star Is Born)"
Övriga nominerade:
Omen - Jerry Goldsmith för sången "Ave Satani"
Rosa Pantern slår igen - Henry Mancini (musik), Don Black (text) för sången "Come to Me"
Rocky- Bill Conti (musik), Carol Connors (text), Ayn Robbins (text) för sången "Gonna Fly Now"
Half a House - Sammy Fain (musik), Paul Francis Webster (text) för sången "A World that Never Was"

### Bästa filmmusik
Vinnare:
Omen - Jerry Goldsmith
Övriga nominerade:
Gastkramad - Bernard Herrmann
Mannen utanför lagen - Jerry Fielding
Taxi Driver - Bernard Herrmann
De fördömdas resa - Lalo Schifrin

### Bästa originalmusik
Vinnare:
Woody Guthrie - lyckans land - Leonard Rosenman
Övriga nominerade:
Bugsy Malone - Paul Williams
En stjärna föds - Roger Kellaway

### Bästa animerade kortfilm
Vinnare:
Leisure - Suzanne Baker
Övriga nominerade:
Dedalo - Manfredo Manfredi
The Street - Caroline Leaf, Guy Glover

### Bästa kortfilm
Vinnare:
In the Region of Ice - Andre R. Guttfreund, Peter Werner
Övriga nominerade:
Kudzu - Marjie Short
The Morning Spider - Julian Chagrin, Claude Chagrin
Nightlife - Claire Wilbur, Robin Lehman
Number One - Dyan Cannon, Vince Cannon

### Bästa dokumentära kortfilm
Vinnare:
Number Our Days - Lynne Littman
Övriga nominerade:
American Shoeshine - Sparky Greene
Blackwood - Tony Ianzelo, Andy Thomson
The End of the Road - John Armstrong
Universe - Lester Novros

### Bästa dokumentärfilm
Vinnare:
Harlan County U.S.A. - Barbara Kopple
Övriga nominerade:
Hollywood on Trial - James C. Gutman, David Helpern
Off the Edge - Michael Firth
People of the Wind - Anthony Howarth, David Koff
Volcano: An Inquiry Into the Life and Death of Malcolm Lowry - Donald Brittain, Robert A. Duncan

### Bästa utländska film
Vinnare:
En vit man i Afrika (Elfenbenskusten)
Övriga nominerade:
Cousin, cousine (Frankrike)
Jakob der Lügner (Östtyskland)
Noce i dnie (Polen)
Mannen som köpte sitt liv (Italien)

### Special-Oscar
King Kong - Carlo Rambaldi, Glen Robinson, Frank Van der Veer för specialeffekterna
Flykten från framtiden - L.B. Abbott, Glen Robinson, Matthew Yuricich för specialeffekterna

### Irving G. Thalberg Memorial Award
Pandro S. Berman